# Balatonakali
Balatonakali là một thị trấn thuộc hạt Veszprém, Hungary. Thị trấn này có diện tích 36,2 km², dân số năm 2010 là 604 người, mật độ 17 người/km².